# Ėss
L'Ėss (in russo Эсс?) è un fiume della Siberia Occidentale, affluente di destra della Konda (bacino idrografico dell'Irtyš). Scorre nel Sovetskij rajon del Circondario autonomo degli Chanty-Mansi-Jugra, in Russia.
Il fiume scorre in direzione meridionale in una zona paludosa e passa qualche chilometro a ovest della città di Jugorsk. La sua lunghezza è di 233 km e il suo bacino è di 2 120 km². Sfocia nella Konda a 908 km dalla foce.